# Annabel Luxford
Annabel Claire Luxford (* 2. März 1982 in Sydney) ist eine ehemalige australische Triathletin. Sie ist U23-Weltmeisterin Triathlon (2004), Staatsmeisterin auf der Mitteldistanz (2014) und Siegerin der Ironman 70.3 European Championships (2017).

## Werdegang
Annabel Luxford startete schon mit neun Jahren bei ihrem ersten Triathlon. 1999 startete sie als 17-Jährige bei den Weltmeisterschaften in der Jugend-Klasse und wurde in Kanada Vierte.

### U23-Weltmeisterin Triathlon 2004
Im Mai 2004 wurde sie in Madeira U23-Triathlon-Weltmeisterin.
2005 wurde sie in Japan Vizeweltmeisterin in der Elite-Klasse auf der Kurzdistanz (1,5 km Schwimmen, 40 km Radfahren und 10 km Laufen) und sie konnte auch in diesem Jahr den Triathlon World Cup für sich entscheiden. Bei den Commonwealth Games wurde sie im März 2006 hinter der Siegerin Emma Snowsill als zweitbeste Australierin Fünfte. Später musste sie aber nach einer Fußverletzung im April die Saison 2006 pausieren.
2012 startete sie erstmals auf der Mitteldistanz und im Juni 2013 wurde sie in Las Vegas Dritte bei der Ironman 70.3 World Championship (1,9 km Schwimmen, 90 km Radfahren und 21,1 km Laufen).

### Staatsmeisterin Triathlon Mitteldistanz 2014
Im November 2014 wurde sie in Mandurah an der Westküste Australische Meisterin auf der halben Ironman-Distanz.

### Ironman-Distanz seit 2015
Bei ihrem ersten Start auf der Ironman-Distanz im März 2015 belegte sie in Australien den sechsten Rang und im Oktober wurde sie Zwölfte beim Ironman Hawaii (Ironman World Championships). Beim Ironman South Africa wurde sie im April 2016 Fünfte. Sie qualifizierte sich damit wieder für einen Startplatz beim Ironman Hawaii, konnte das Rennen im Oktober aber nicht beenden.

### Siegerin Ironman 70.3 European Championships 2017
Die Saison 2017 konnte sie im Februar mit einem Sieg beim Ironman 70.3 Geelong beginnen. Im Juni gewann sie in Dänemark die Ironman 70.3 European Championships und wurde im Oktober Neunte beim Ironman Hawaii.
Im Februar 2018 konnte sie auf der Triathlon-Mitteldistanz die Challenge Wanaka für sich entscheiden. Im Juli wurde die damals 36-Jährige in Dänemark Dritte bei der ITU-Weltmeisterschaft auf der Langdistanz und nur zwei Wochen später auch Dritte im Ironman Switzerland.
Annabel Luxford lebt in Brisbane. Ihr Spitzname ist Bella. Seit 2018 tritt Annabel Luxford nicht mehr international in Erscheinung.

## Sportliche Erfolge
| Datum/Jahr    | Rang | Wettbewerb                                       | Austragungsort     | Zeit     | Bemerkung                                                                                       |
| ------------- | ---- | ------------------------------------------------ | ------------------ | -------- | ----------------------------------------------------------------------------------------------- |
| 11. Nov. 2018 | 1    | Challenge Shepparton                             | Shepparton         | 04:07:55 | [ 3 ]                                                                                           |
| 17. Nov. 2018 | 1    | Laguna Phuket Triathlon                          | Phuket             | 02:39:50 |                                                                                                 |
| 26. Aug. 2018 | 2    | Ironman 70.3 Sunshine Coast                      | Sunshine Coast     | 04:06:19 |                                                                                                 |
| 22. Apr. 2018 | 1    | Challenge Melbourne                              | Melbourne          |          |                                                                                                 |
| 17. Feb. 2018 | 1    | Challenge Wanaka                                 | Wanaka             | 04:27:02 |                                                                                                 |
| 9. Sep. 2017  | 6    | Ironman 70.3 World Championships                 | Chattanooga        | 04:24:04 |                                                                                                 |
| 18. Juni 2017 | 1    | Ironman 70.3 Elsinore                            | Helsingør          | 04:07:00 | Siegerin Ironman 70.3 European Championships                                                    |
| 3. Juni 2017  | 2    | Challenge – The Championship                     | Šamorín            | 04:14:33 | Challenge World Championship                                                                    |
| 9. Apr. 2017  | 1    | Challenge Melbourne                              | Melbourne          | 04:09:58 |                                                                                                 |
| 19. Feb. 2017 | 1    | Ironman 70.3 Geelong                             | Geelong            | 04:21:20 |                                                                                                 |
| 11. Dez. 2016 | 1    | Ironman 70.3 Ballarat                            | Ballarat           | 04:14:21 | erfolgreiche Titelverteidigung                                                                  |
| 4. Sep. 2016  | 6    | Ironman 70.3 World Championships                 | Mooloolaba         | 04:17:26 | [ 4 ]                                                                                           |
| 12. Juni 2016 | 1    | Ironman 70.3 Tokoname                            | Tokoname           | 04:24:05 |                                                                                                 |
| 1. Mai 2016   | 1    | Ironman 70.3 Busselton                           | Busselton          | 04:12:34 | Siegerin mit neuem Streckenrekord                                                               |
| 7. Feb. 2016  | 2    | Ironman 70.3 Geelong                             | Geelong            | 04:20:15 |                                                                                                 |
| 13. Dez. 2015 | 1    | Ironman 70.3 Ballarat                            | Ballarat           | 04:10:46 |                                                                                                 |
| 29. Nov. 2015 | 1    | Ironman 70.3 Western Sydney                      | Penrith City       | 04:08:29 |                                                                                                 |
| 27. Feb. 2015 | 5    | Challenge Dubai                                  | Dubai              | 04:15:55 | beim ersten Rennen der „Challenge Triple-Crown-Serie“                                           |
| 6. Dez. 2014  | 4    | Challenge Bahrain                                | Bahrain            | 04:00:17 | bei der Erstaustragung                                                                          |
| 16. Nov. 2014 | 1    | Challenge Shepparton                             | Shepparton         | 04:18:04 | Sieg bei der Erstaustragung                                                                     |
| 9. Nov. 2014  | 1    | Ironman 70.3 Mandurah                            | Mandurah           | 04:02:20 | Staatsmeisterin auf der Mitteldistanz                                                           |
| 7. Sep. 2014  | 11   | Ironman 70.3 World Championships                 | Mont-Tremblant     | 04:21:21 | Ironman 70.3 Weltmeisterschaft                                                                  |
| 24. Aug. 2014 | 2    | Challenge Gold Coast                             | Gold Coast         | 02:51:05 | Zweite auf der Halbdistanz                                                                      |
| 15. März 2014 | 2    | Abu Dhabi International Triathlon                | Abu Dhabi          | 03:46:02 | auf der Kurzdistanz                                                                             |
| 2. Feb. 2014  | 1    | Challenge Melbourne                              | Melbourne          | 04:16:01 | Siegerin bei der Erstaustragung                                                                 |
| 19. Jan. 2014 | 2    | Ironman 70.3 Auckland                            | Auckland           | 04:15:28 |                                                                                                 |
| 10. Nov. 2013 | 2    | Ironman 70.3 Mandurah                            | Mandurah           | 04:07:15 |                                                                                                 |
| 22. Sep. 2013 | 1    | Ironman 70.3 Cozumel                             | Cozumel            |          |                                                                                                 |
| 8. Sep. 2013  | 3    | Ironman 70.3 World Championships                 | Las Vegas          |          |                                                                                                 |
| 11. Aug. 2013 | 2    | Ironman 70.3 Germany                             | Wiesbaden          |          | Ironman 70.3 European Championship                                                              |
| 20. Jan. 2013 | 1    | Ironman 70.3 Auckland                            | Auckland           |          | beim dritten Start auf der halben Ironman-Distanz Siegerin vor der Schweizerin Caroline Steffen |
| 16. Dez. 2012 | 1    | Ironman 70.3 Canberra                            | Canberra           | 04:04:25 |                                                                                                 |
| 10. Juni 2012 | 2    | Escape from Alcatraz Triathlon                   | San Francisco      |          |                                                                                                 |
| 10. Juli 2011 | 1    | 5150 Boulder                                     | Boulder (Colorado) |          |                                                                                                 |
| 1. Nov. 2009  | 3    | Noosa Triathlon                                  | Noosa              |          |                                                                                                 |
| 3. Nov. 2007  | 3    | Noosa Triathlon                                  | Noosa              |          |                                                                                                 |
| 2007          | 3    | London Triathlon                                 | London             |          |                                                                                                 |
| 18. März 2006 | 5    | Commonwealth Games                               | Melbourne          | 01:59:19 | Triathlon über die olympische Distanz (1,5 km Schwimmen, 40 km Radfahren und 10 km Laufen)      |
| 10. Sep. 2005 | 2    | ITU Short Distance Triathlon World Championships | Gamagori           |          | Vizeweltmeisterin in der Elite-Klasse                                                           |
| 1. Mai 2005   | 3    | ITU Triathlon World Cup                          | Mooloolaba         | 02:11:29 |                                                                                                 |
| 9. Mai 2004   | 1    | ITU Triathlon World Championship U23             | Madeira            | 01:56:27 | U23-Triathlon-Weltmeisterin                                                                     |
| 22. Juli 2001 | 7    | ITU Triathlon World Championship Junior Women    | Edmonton           | 02:05:43 |                                                                                                 |
| 12. Sep. 1999 | 4    | ITU Triathlon World Championship Junior Women    | Montreal           |          |                                                                                                 |

| Datum/Jahr    | Rang | Wettbewerb                                      | Austragungsort | Zeit     | Bemerkung                                                                                          |
| ------------- | ---- | ----------------------------------------------- | -------------- | -------- | -------------------------------------------------------------------------------------------------- |
| 29. Juli 2018 | 3    | Ironman Switzerland                             | Zürich         | 09:16:55 | |
| 14. Juli 2018 | 3    | ITU Long Distance Triathlon World Championships | Fyn            | 05:55:47 | ITU-Weltmeisterschaft Triathlon-Langdistanz                                                        |
| 14. Okt. 2017 | 9    | Ironman Hawaii                                  | Hawaii         | 09:20:58 | |
| 23. Juli 2017 | 2    | Ironman France                                  | Nizza          | 09:38:31 | |
| 8. Okt. 2016  | DNF  | Ironman Hawaii                                  | Hawaii         | –        | |
| 10. Apr. 2016 | 5    | Ironman South Africa                            | Port Elizabeth | 09:28:32 | |
| 10. Okt. 2015 | 12   | Ironman Hawaii                                  | Hawaii         | 09:32:43 | schnellste Schwimmerin (56:08 min)                                                                 |
| 22. März 2015 | 6    | Ironman Melbourne                               | Melbourne      | 09:08:35 | beim ersten Start auf der Langdistanz 4 Sekunden vor der amtierenden Weltmeisterin Mirinda Carfrae |

(DNF – Did Not Finish)